# (29721) 1999 AC21
1999 أي سي 21 (ويعرف أيضًا باسم (29721) 1999 أي سي 21 وفق تسمية الكوكب الصغير) (بالإنجليزية: 1999 AC21)‏ هو كويكب ضمن حزام الكويكبات؛ وترتيبه 29721 من حيث الاكتشاف.
اكتُشف هذا الجُرم الفلكي بواسطة تيتسوؤو كاغاوا في 13 يناير 1999.

## وصلات خارجية
- (29721) 1999 AC21 في قاعدة بيانات مختبر الدفع النفاث لأجرام النظام الشمسي الصغيرة

- الاكتشاف · مخطط المدار ·  العناصر المدارية · المعلمات المادية

- (29721) 1999 AC21 على موقع ويكي سكاي: DSS2, SDSS, GALEX, IRAS, Hydrogen α, X-Ray, Astrophoto, Sky Map, Articles and images